# Типова місцевість (геологія)
У геології та мінералогії типова місцевість — місце (місцевість), де було знайдено зразок гірської породи або мінералу, на основі якого зроблено їх перший науковий опис. Зазвичай це відслонення. Іноді для мінералів зазначаються два або більше типових місцезнаходження, якщо для аналізу матеріалу використовували зразки з різних місць. Часто відповідні гірські породи або мінерали називаються на честь місця, де вони вперше були знайдені.
Аналогічно зазначається типова місцевість також у палеонтології — в першому описі викопного виду. Це місце знаходження типового зразка цього виду. Відповідним виразом у біології є місце розташування типу (Terra typica). Навіть у випадку викопних видів назва часто прямо чи опосередковано стосується типової місцевості або регіону, в якому знаходиться типова місцевість.
Термін також поширюється на одиниці стратиграфії. Наприклад, GSSP (Переріз і точка глобального стратотипу) є типовою місцевістю для хроностратиграфічних одиниць, і визначення формацій у літостратиграфії прив'язане до типової місцевості. У цьому ж значенні застосовуються типові місцевості для певних тектонічних структур та для типів рудних родовищ. У стратиграфії також ідеться про типові регіони у зв'язку з цілими ландшафтами, які є гео- або морфологічно визначальними та прототипово сформованими гірськими породами певної товщі осадів.
Значення типової місцевості в геології можна порівняти зі значенням типового місця-епоніму в археології.
Приклади гірських порід та мінералів, названих за місцем знаходження:
- породи гарцбургіт і люнебургіт, похідні від місць Бад-Гарцбург і Люнебург (Нижня Саксонія),
- мінерал фрайбергіт — від назви міста Фрайберг,
- мінерал льолінгіт — знайдений у з місті Леллінг (Каринтія),
- скельні утворення, такі як Веттерштайнкальк (гори Веттерштайн, Баварія) та Дахштайнкальк (масив Дахштайн, Австрія).

Типова місцевість також може бути місцем знаходження декількох різних гірських порід та мінералів. Мінерали карлхінтцеїт (названий на честь мінералога Карла Хінтце), хагендорфіт (походить від назви району Хагендорф), фосфофіліт (через хімічний склад і зовнішній вигляд), і штрунцит (на честь мінералога Карла Гуго Штрунца) були знайдені вперше в Хагендорфі. Невелике містечко Моктесума (Сонора, Мексика) є, на додаток до моктесуміту, також типовою місцевістю для дванадцяти інших мінералів, в тому числі парателлуриту, земанніту і спіроффіту.